# Danh sách xã thuộc tỉnh Hà Giang
Tính đến ngày 1 tháng 1 năm 2020, tỉnh Hà Giang có 193 đơn vị hành chính cấp xã, trong đó có 175 xã.
Dưới đây là danh các xã thuộc tỉnh Hà Giang hiện nay.
| Xã             | Trực thuộc         | Diện tích (km²) | Dân số (người) | Mật độ dân số (người/km²) | Thành lập |
| -------------- | ------------------ | --------------- | -------------- | ------------------------- | --------- |
| Bạch Đích      | Huyện Yên Minh     | 29,49           |                |                           |           |
| Bạch Ngọc      | Huyện Vị Xuyên     | 112,56          |                |                           |           |
| Bản Díu        | Huyện Xín Mần      |                 |                |                           |           |
| Bản Luốc       | Huyện Hoàng Su Phì |                 |                |                           |           |
| Bản Máy        | Huyện Hoàng Su Phì |                 |                |                           |           |
| Bản Ngò        | Huyện Xín Mần      |                 |                |                           |           |
| Bản Nhùng      | Huyện Hoàng Su Phì |                 |                |                           |           |
| Bản Phùng      | Huyện Hoàng Su Phì |                 |                |                           |           |
| Bản Rịa        | Huyện Quang Bình   |                 |                |                           |           |
| Bát Đại Sơn    | Huyện Quản Bạ      | 44,10           |                |                           |           |
| Bằng Hành      | Huyện Bắc Quang    |                 |                |                           |           |
| Bằng Lang      | Huyện Quang Bình   |                 |                |                           |           |
| Cán Chu Phìn   | Huyện Mèo Vạc      |                 |                |                           |           |
| Cán Tỷ         | Huyện Quản Bạ      | 41,11           |                |                           |           |
| Cao Bồ         | Huyện Vị Xuyên     | 111,19          |                |                           |           |
| Cao Mã Pờ      | Huyện Quản Bạ      | 39,40           |                |                           |           |
| Chế Là         | Huyện Xín Mần      |                 |                |                           |           |
| Chí Cà         | Huyện Xín Mần      |                 |                |                           |           |
| Chiến Phố      | Huyện Hoàng Su Phì |                 |                |                           |           |
| Cốc Rế         | Huyện Xín Mần      |                 |                |                           |           |
| Du Già         | Huyện Yên Minh     | 69,24           |                |                           |           |
| Du Tiến        | Huyện Yên Minh     | 57,70           |                |                           |           |
| Đản Ván        | Huyện Hoàng Su Phì |                 |                |                           |           |
| Đạo Đức        | Huyện Vị Xuyên     | 43,74           |                |                           |           |
| Đông Hà        | Huyện Quản Bạ      | 27,45           |                |                           |           |
| Đông Minh      | Huyện Yên Minh     | 28,53           |                |                           |           |
| Đồng Tâm       | Huyện Bắc Quang    |                 |                |                           |           |
| Đông Thành     | Huyện Bắc Quang    |                 |                |                           |           |
| Đồng Tiến      | Huyện Bắc Quang    |                 |                |                           |           |
| Đồng Yên       | Huyện Bắc Quang    |                 |                |                           |           |
| Đức Xuân       | Huyện Bắc Mê       |                 |                |                           |           |
| Đường Âm       | Huyện Bắc Mê       | 48,29           |                |                           |           |
| Đường Hồng     | Huyện Bắc Mê       | 42,57           |                |                           |           |
| Đường Thượng   | Huyện Yên Minh     | 49,41           |                |                           |           |
| Giàng Chu Phìn | Huyện Mèo Vạc      |                 |                |                           |           |
| Giáp Trung     | Huyện Bắc Mê       |                 |                |                           |           |
| Hố Quáng Phìn  | Huyện Đồng Văn     | 19,05           |                |                           |           |
| Hồ Thầu        | Huyện Hoàng Su Phì |                 |                |                           |           |
| Hùng An        | Huyện Bắc Quang    |                 |                |                           |           |
| Hương Sơn      | Huyện Quang Bình   |                 |                |                           |           |
| Hữu Sản        | Huyện Bắc Quang    |                 |                |                           |           |
| Hữu Vinh       | Huyện Yên Minh     | 27,81           |                |                           |           |
| Khâu Vai       | Huyện Mèo Vạc      |                 |                |                           |           |
| Khuôn Lùng     | Huyện Xín Mần      |                 |                |                           |           |
| Kim Linh       | Huyện Vị Xuyên     | 39,58           |                |                           |           |
| Kim Ngọc       | Huyện Bắc Quang    |                 |                |                           |           |
| Kim Thạch      | Huyện Vị Xuyên     | 25,72           |                |                           |           |
| Lạc Nông       | Huyện Bắc Mê       |                 |                |                           |           |
| Lao Chải       | Huyện Vị Xuyên     | 49,84           |                |                           |           |
| Lao Và Chải    | Huyện Yên Minh     | 61,33           |                |                           |           |
| Liên Hiệp      | Huyện Bắc Quang    |                 |                |                           |           |
| Linh Hồ        | Huyện Vị Xuyên     | 77,53           |                |                           |           |
| Lũng Chinh     | Huyện Mèo Vạc      |                 |                |                           |           |
| Lũng Cú        | Huyện Đồng Văn     | 33,96           |                |                           |           |
| Lũng Hồ        | Huyện Yên Minh     | 53,84           |                |                           |           |
| Lũng Phìn      | Huyện Đồng Văn     | 21,19           |                |                           |           |
| Lũng Pù        | Huyện Mèo Vạc      |                 |                |                           |           |
| Lùng Tám       | Huyện Quản Bạ      | 45,89           |                |                           |           |
| Lũng Táo       | Huyện Đồng Văn     | 21,41           |                |                           |           |
| Lũng Thầu      | Huyện Đồng Văn     | 14,90           |                |                           |           |
| Má Lé          | Huyện Đồng Văn     | 42,47           |                |                           |           |
| Mậu Duệ        | Huyện Yên Minh     | 41,15           |                |                           |           |
| Mậu Long       | Huyện Yên Minh     | 67,34           |                |                           |           |
| Minh Ngọc      | Huyện Bắc Mê       |                 |                |                           |           |
| Minh Sơn       | Huyện Bắc Mê       |                 |                |                           |           |
| Minh Tân       | Huyện Vị Xuyên     | 105,69          |                |                           |           |
| Nà Chì         | Huyện Xín Mần      |                 |                |                           |           |
| Na Khê         | Huyện Yên Minh     | 49,16           |                |                           |           |
| Nà Khương      | Huyện Quang Bình   |                 |                |                           |           |
| Nam Sơn        | Huyện Hoàng Su Phì |                 |                |                           |           |
| Nàn Ma         | Huyện Xín Mần      |                 |                |                           |           |
| Nàn Xỉn        | Huyện Xín Mần      |                 |                |                           |           |
| Nàng Đôn       | Huyện Hoàng Su Phì |                 |                |                           |           |
| Nậm Ban        | Huyện Mèo Vạc      |                 |                |                           |           |
| Nấm Dẩn        | Huyện Xín Mần      |                 |                |                           |           |
| Nậm Dịch       | Huyện Hoàng Su Phì |                 |                |                           |           |
| Nậm Khòa       | Huyện Hoàng Su Phì |                 |                |                           |           |
| Nậm Ty         | Huyện Hoàng Su Phì |                 |                |                           |           |
| Ngàm Đăng Vài  | Huyện Hoàng Su Phì |                 |                |                           |           |
| Ngam La        | Huyện Yên Minh     | 55,83           |                |                           |           |
| Nghĩa Thuận    | Huyện Quản Bạ      | 39,87           |                |                           |           |
| Ngọc Đường     | Thành phố Hà Giang | 31,68           |                |                           |           |
| Ngọc Linh      | Huyện Vị Xuyên     | 47,49           |                |                           |           |
| Ngọc Long      | Huyện Yên Minh     | 84,26           |                |                           |           |
| Ngọc Minh      | Huyện Vị Xuyên     | 71,95           |                |                           |           |
| Niêm Sơn       | Huyện Mèo Vạc      |                 |                |                           |           |
| Niêm Tòng      | Huyện Mèo Vạc      |                 |                |                           |           |
| Pà Vầy Sủ      | Huyện Xín Mần      |                 |                |                           |           |
| Pả Vi          | Huyện Mèo Vạc      |                 |                |                           |           |
| Pải Lủng       | Huyện Mèo Vạc      |                 |                |                           |           |
| Phiêng Luông   | Huyện Bắc Mê       |                 |                |                           |           |
| Phong Quang    | Huyện Vị Xuyên     | 37,99           |                |                           |           |
| Phố Cáo        | Huyện Đồng Văn     | 38,18           |                |                           |           |
| Phố Là         | Huyện Đồng Văn     | 13,91           |                |                           |           |
| Phú Linh       | Huyện Vị Xuyên     | 47,07           |                |                           |           |
| Phú Lũng       | Huyện Yên Minh     | 17,03           |                |                           |           |
| Phú Nam        | Huyện Bắc Mê       |                 |                |                           |           |
| Phương Độ      | Thành phố Hà Giang | 43,03           |                |                           |           |
| Phương Thiện   | Thành phố Hà Giang | 32,19           |                |                           |           |
| Phương Tiến    | Huyện Vị Xuyên     | 57,33           |                |                           |           |
| Pố Lồ          | Huyện Hoàng Su Phì |                 |                |                           |           |
| Pờ Ly Ngài     | Huyện Hoàng Su Phì |                 |                |                           |           |
| Quản Bạ        | Huyện Quản Bạ      | 24,87           |                |                           |           |
| Quang Minh     | Huyện Bắc Quang    |                 |                |                           |           |
| Quảng Ngần     | Huyện Vị Xuyên     | 64,73           |                |                           |           |
| Quảng Nguyên   | Huyện Xín Mần      |                 |                |                           |           |
| Quyết Tiến     | Huyện Quản Bạ      | 64,70           |                |                           |           |
| Sà Phìn        | Huyện Đồng Văn     | 14,54           |                |                           |           |
| Sán Xả Hồ      | Huyện Hoàng Su Phì |                 |                |                           |           |
| Sảng Tủng      | Huyện Đồng Văn     | 28,84           |                |                           |           |
| Sính Lủng      | Huyện Đồng Văn     | 22,60           |                |                           |           |
| Sơn Vĩ         | Huyện Mèo Vạc      |                 |                |                           |           |
| Sủng Cháng     | Huyện Yên Minh     | 21,24           |                |                           |           |
| Sủng Là        | Huyện Đồng Văn     | 16,36           |                |                           |           |
| Sủng Máng      | Huyện Mèo Vạc      |                 |                |                           |           |
| Sủng Thài      | Huyện Yên Minh     | 27,90           |                |                           |           |
| Sủng Trà       | Huyện Mèo Vạc      |                 |                |                           |           |
| Sủng Trái      | Huyện Đồng Văn     | 46,62           |                |                           |           |
| Tả Lủng        | Huyện Đồng Văn     | 28,67           |                |                           |           |
| Tả Lủng        | Huyện Mèo Vạc      |                 |                |                           |           |
| Tả Nhìu        | Huyện Xín Mần      |                 |                |                           |           |
| Tả Phìn        | Huyện Đồng Văn     | 25,62           |                |                           |           |
| Tả Sử Choóng   | Huyện Hoàng Su Phì |                 |                |                           |           |
| Tả Ván         | Huyện Quản Bạ      | 44,87           |                |                           |           |
| Tát Ngà        | Huyện Mèo Vạc      |                 |                |                           |           |
| Tân Bắc        | Huyện Quang Bình   |                 |                |                           |           |
| Tân Lập        | Huyện Bắc Quang    |                 |                |                           |           |
| Tân Nam        | Huyện Quang Bình   |                 |                |                           |           |
| Tân Quang      | Huyện Bắc Quang    |                 |                |                           |           |
| Tân Thành      | Huyện Bắc Quang    |                 |                |                           |           |
| Tân Tiến       | Huyện Hoàng Su Phì |                 |                |                           |           |
| Tân Trịnh      | Huyện Quang Bình   |                 |                |                           |           |
| Thái An        | Huyện Quản Bạ      | 50,72           |                |                           |           |
| Thài Phìn Tủng | Huyện Đồng Văn     | 15,93           |                |                           |           |
| Thàng Tín      | Huyện Hoàng Su Phì |                 |                |                           |           |
| Thanh Đức      | Huyện Vị Xuyên     | 25,93           |                |                           |           |
| Thanh Thủy     | Huyện Vị Xuyên     | 43,63           |                |                           |           |
| Thanh Vân      | Huyện Quản Bạ      | 40,29           |                |                           |           |
| Thắng Mố       | Huyện Yên Minh     | 18,57           |                |                           |           |
| Thèn Chu Phìn  | Huyện Hoàng Su Phì |                 |                |                           |           |
| Thèn Phàng     | Huyện Xín Mần      |                 |                |                           |           |
| Thông Nguyên   | Huyện Hoàng Su Phì |                 |                |                           |           |
| Thu Tà         | Huyện Xín Mần      |                 |                |                           |           |
| Thuận Hòa      | Huyện Vị Xuyên     | 108,40          |                |                           |           |
| Thượng Bình    | Huyện Bắc Quang    |                 |                |                           |           |
| Thượng Phùng   | Huyện Mèo Vạc      |                 |                |                           |           |
| Thượng Sơn     | Huyện Vị Xuyên     | 142,60          |                |                           |           |
| Thượng Tân     | Huyện Bắc Mê       |                 |                |                           |           |
| Tiên Kiều      | Huyện Bắc Quang    |                 |                |                           |           |
| Tiên Nguyên    | Huyện Quang Bình   |                 |                |                           |           |
| Tiên Yên       | Huyện Quang Bình   |                 |                |                           |           |
| Trung Thành    | Huyện Vị Xuyên     | 56,40           |                |                           |           |
| Trung Thịnh    | Huyện Xín Mần      |                 |                |                           |           |
| Tụ Nhân        | Huyện Hoàng Su Phì |                 |                |                           |           |
| Tùng Bá        | Huyện Vị Xuyên     | 120,49          |                |                           |           |
| Túng Sán       | Huyện Hoàng Su Phì |                 |                |                           |           |
| Tùng Vài       | Huyện Quản Bạ      | 65,71           |                |                           |           |
| Vần Chải       | Huyện Đồng Văn     | 21,37           |                |                           |           |
| Vĩ Thượng      | Huyện Quang Bình   |                 |                |                           |           |
| Việt Hồng      | Huyện Bắc Quang    |                 |                |                           |           |
| Việt Lâm       | Huyện Vị Xuyên     | 31,35           |                |                           |           |
| Việt Vinh      | Huyện Bắc Quang    |                 |                |                           |           |
| Vĩnh Hảo       | Huyện Bắc Quang    |                 |                |                           |           |
| Vĩnh Phúc      | Huyện Bắc Quang    |                 |                |                           |           |
| Vô Điếm        | Huyện Bắc Quang    |                 |                |                           |           |
| Xín Cái        | Huyện Mèo Vạc      |                 |                |                           |           |
| Xín Chải       | Huyện Vị Xuyên     | 23,91           |                |                           |           |
| Xín Mần        | Huyện Xín Mần      |                 |                |                           |           |
| Xuân Giang     | Huyện Quang Bình   |                 |                |                           |           |
| Xuân Minh      | Huyện Quang Bình   |                 |                |                           |           |
| Yên Cường      | Huyện Bắc Mê       |                 |                |                           |           |
| Yên Định       | Huyện Bắc Mê       |                 |                |                           |           |
| Yên Hà         | Huyện Quang Bình   |                 |                |                           |           |
| Yên Phong      | Huyện Bắc Mê       |                 |                |                           |           |
| Yên Thành      | Huyện Quang Bình   |                 |                |                           |           |